# Togo
För andra betydelser, se Togo (olika betydelser).
Togo, formellt  Republiken Togo (franska: République togolaise), är en suverän stat och republik i Västafrika. Den gränsar till Ghana i väster, Benin i öster och Burkina Faso i norr. I söder har landet en kort kustremsa mot Guineabukten, där huvudstaden Lomé ligger.

## Historia

### Tidig historia
Området som idag omfattar Togo uppvisar en lång historia med mänsklig närvaro, vilket inte minst kan ses genom omfattande arkeologiska lämningar. De tidigaste spåren av järntillverkning har hittats i Bassar-regionen i norra Togo och daterats till 420 f.kr. I området hanterades järn fram till 130-talet e.kr., innan järnhanteringen upphörde, för att sedan återuppstå under 1200-talet. Under 1200- och 1300-talen anlände de första ewe-folken till Togo och när portugiser anlände 1481 (som första européer till området) finns det noterat att det bodde Ewe-, Mina- och Guinfolk i nuvarande Togo. Strax efter den första kontakten började också portugiserna att anlägga fort och handelsstationer vid kusten. Folken i området började snart sälja slavar till européer, slavar som de köpte från Kabye och andra småriken i norr. Togo hör till vad som kom att kallas "slavkusten". Under 1600-talet skedde ytterligare migrationer när folk från vad som idag är Ghana, Burkina Faso och Elfenbenskusten invandrade till Togo.

### Europeisk koloni

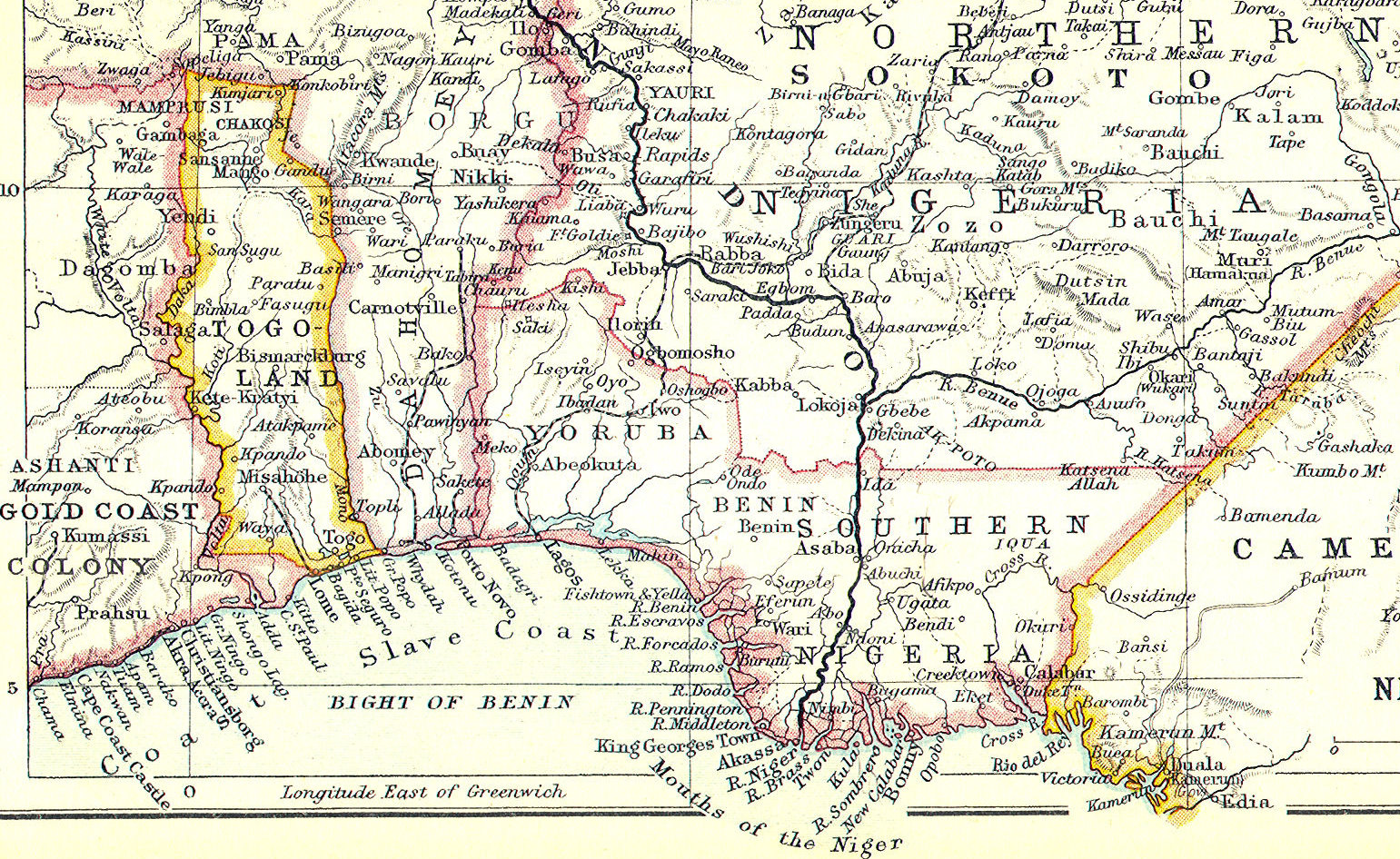
Slavkusten i början av 1900-talet.

Tyskland blev så kallad skyddsmakt över Togo 1884, under namnet Togolandoch ville använda plantagen för att kunna exportera bland annat palmolja, kakao och bomull. Arbetet var hårt och tvångsarbete förekom. Efter första världskriget förlorade Tyskland Togoland och det delades upp mellan Storbritannien och Frankrike. Invånarna i Brittiska Togoland röstade 1956 för att gå in i den nya statsbildningen Ghana tillsammans med tidigare Brittiska Guldkusten, medan den franska delen är vad som idag utgör landet Togo.

### Självständighet
Den franska kolonin Franska Togoland blev en självständig stat med namnet Togo 1960. År 1967 blev general Gnassingbé Eyadéma statschef, och satt kvar på posten fram till sin död i februari 2005.
I början av 1990-talet infördes ett nytt valsystem, där olika partier tilläts deltaga. Efter Eyadémas död skedde, efter flera kontroversiella turer, ett nyval, som Eyadémas son Faure Gnassingbé vann med cirka 60 procent av rösterna. Togo anklagas av internationella organisationer för att kränka de mänskliga rättigheterna, och det är politiskt oroligt i landet.
President Faure Gnassingbé valdes till sitt ämbete 2005, kort tid efter att militären hade installerat honom som president sedan hans far Gnassingbé Eyadéma avlidit.
I presidentvalet den 4 mars 2010 ställde den sittande presidenten Faure Gnassingbé upp för en andra mandatperiod och utmanades framför allt av Jean Pierre Fabre från Union des Forces du Changement (UFC). Valet fick kritik av oppositionen för att inte ha gått rätt till. Valsedlar var onumrerade, vilket öppnade för valfusk i och med att fler valsedlar skulle kunna läggas till i valurnorna.

### Politisk historia sedan 1960
År 1960 blev landet självständigt från Frankrike. Året därpå etablerades en republik i ett folkval. Presidenten fick också omfattande befogenheter och landet blev en enpartistat. Det ekonomiska samarbetet med Frankrike upprätthölls. I samma val valdes Sylvanus Olympio, tidigare premiärminister i Franska Togoland, till president. Han sköts i en militärkupp 1963. Nicolas Grunitzky installerades som efterträdare president. Samma år blev Togo medlem i Afrikanska unionen.
Medlemmar ur Ewe-klanen gjorde ett misslyckat kuppförsök 1966. Militärkuppen 1967 lyckades och Gnassingbé Eyadéma övertog presidentämbetet och upplöste de politiska partierna. År 1969 bjöd Eyadéma in exil-togoleser att återvända till landet samtidigt som han startade ett nytt parti som han själv blev ledare för. Eyadéma fortsatte som president även efter folkvalet 1979 som hölls i Togo som fortfarande var en enpartistat. Han vann även valet 1985, då landet fortsatt var en enpartistat.
Flerpartisystem infördes 1991 och 1992 hölls folkomröstning gällande en ny demokratisk konstitution, vilken antogs. Året därpå hölls folkval. Eyadéma vann genom bland annat valfusk. Omvärlden fick upp ögonen för Eyadémas försök att motarbeta demokratin.
Presidentvalet 1998 blev våldsamt. Bland annat FN anklagade säkerhetsstyrkorna för att ha dödat flera hundra oppositionsanhängare. Det preliminära resultatet visade att utmanaren Gilchrist Olympio hade vunnit. Eyadéma utropades emellertid till segrare. År 1999 hölls parlamentsval. Men givet utfallet av presidentvalet året innan så bojkottade oppositionen valet. Ett avtal om att nyval slöts 2000 och det beslutades att valet skulle hållas samma år under ledning av en oberoende valkommission. Detta efter medling av bland annat Frankrike. Samtidigt lovade Eyadéma att avgå när hans mandatperiod utlöpte 2003. Avtalet saboterades dock av det regimtrogna parlamentet. Nyvalet hölls dock först 2002,  efter att ha skjutits upp flera gånger. Återigen bojkottade oppositionen valet. Samma år  togs mandatperiodsbegränsningen för presidenten bort.
I valet 2003 segrade Eyadéma återigen i presidentvalet och 2004 återupptog EU visst bistånd efter att regeringen lovat att framtida val ska vara fria.
Gnassingbé Eyadéma avled 2005 efter att ha styrt Togo med järnhand i 38 år. Hans son Faure Gnassingbé tog över makten. Val hölls dock samma år efter påtryckningar från nationella och internationella aktörer. Gnassingbé vann valet, men anklagades för valfusk. Runt 500 människor dog i demonstrationer i samband med valet och många flydde. År 2006 ingicks överenskommelser med oppositionen om genomförandet av demokratiska reformer. Bland annat begränsades presidentens mandatperioder och lokalval införandes.
År 2007 i parlamentsvalet fick regeringspartiet RPT 50 mandat mot oppositionspartiets UFC:s 27, som leddes av Gilchrist Olympio, son till landets första president Sylvanus Olympio, som dödades i samband med kuppen 1963.
Presidentens halvbror Kpatcha Gnassingbé dömdes 2011 till fängelse för ett påstått kuppförsök 2009.
År 2012 upplöste president Gnassingbé sitt parti RPT och bildade istället Union pour la république (UNIR). Året därpå hölls ett kraftigt försenat parlamentsval och återigen vann sittande regeringspartiet som fick 62 av 91 mandat. Presidentval hölls 2015 och Gnassingbé vann. Han anklagades för valfusk men samtliga internationella valobservatörer ansåg att valet varit fritt och rättvist. Parlamentsvalet 2018 bojkottades av oppositionspartierna.
Begränsningen i antal mandatperioder som en president kan inneha sitt ämbete infördes 2019. Då hölls även för första gången på 32 år lokalval, vilket Gnassingbé lovat införa redan 2006. Sittande regeringspartiet vann.
År 2020 hölls nytt presidentval där Gnassingbé ska ha fått 70 % av rösterna. Valresultatet överklagades men domstolarna vidhöll valresultatet. Samma år utsågs Victoire Tomégah-Dogbé, som första kvinna, till posten som premiärminister.

## Geografi

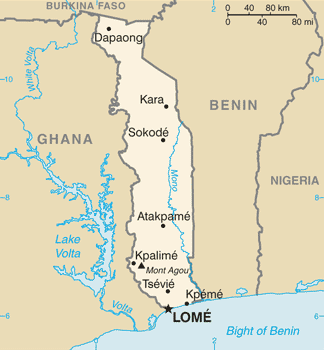
Togo

Togo ligger i Västafrika och gränsar mot tre länder samt Atlanten. I väster mot Ghana, i norr mot Burkina Faso och i öster mot Benin. I söder finns en smal kust (ca 60 km) mot Atlanten. Huvudstad är Lomé.

### Topografi
På längden är Togo lite mer än 600 km och består av både tropisk regnskog, savann och låga platåer.
Kustzonen är smal, låglänt och består av sandstränder och laguner. Inom lagunkusten finns ett lerlandskap (60-90 meter över havet), som längre norrut ger vika för ett sumpigt slättlandskap. 
Mot nordväst finns ett landskap bestående av platåer och låga berg. Berggrunden här består av prekambriska bergarter, mest gnejs. Här finns Mont Agou, Togos högsta berg på knappt 1000 meter över havet. Härifrån sträcker sig Togobergen över hela landet i nordostlig riktning. 
Långt i norr består landskapet dels av en sandstensplatå, dels av gnejs och granit.

### Klimat
Togo är ett avlångt land vilket innebär att det finns stora klimatskillnader mellan norr och söder. Det är ett tropiskt klimat med fuktiga vindar i söder. I november-februari gör vindarna från norr minimal nederbörd. Årsnederbörden ca 800 millimeter. Här förekommer två regnperioder: april–juli och september–oktober. I norr är det torrare. I november-februari blåser det en dammig torr vind från nordost. Inåt landet är nederbörden ca 1300 millimeter per år, men längre norrut är den mindre. Regnperioden är juni–september. Medeltemperaturen är 23–30 ⁰C. Den varmaste perioden är februari-april och den kallaste juni-augusti.

### Miljöproblem
Några av Togos miljöproblem är avskogning, vattenföroreningar, ökenspridning samt ökande luftföroreningar i städerna. 
Avskogningen beror på svedjebruk inom jordbruket samt att ved används som bränsle. Regnskogen är hårt åtgången och kraftigt försämrad. 
Vattenföroreningarna utgör hälsorisker och minskar fiskeindustrin.

## Styre och politik

### Författning och styre
Enligt författningen väljs president och parlament i val vart femte år. Presidenten har den verkställande makten och parlamentet den lagstiftande. Premiärministern, som måste ha stöd av majoriteten i nationalförsamlingen, utses av presidenten. År 2019 infördes en lag som begränsar möjligheten för presidenten att sitta mer än två mandatperioder.
Parlamentet består av 91 ledamöter. Av dessa ska 2/3 väljas av de regionala församlingarna och 1/3 utses av presidenten. Författningsändringen som gjordes 2019 som begränsade presidentens ämbetstid kommer också begränsa parlamentsledamöternas ämbetstid. Det kommer också införas ett överhus.

### Administrativ indelning
Togo är indelat i fem regioner: Centrale, Kara, Maritime, Plateaux, Savanes.
De fem regionerna används för ekonomisk planering. Regionerna dessutom indelade i prefekturer, som var och en leds av en distriktschef med hjälp av ett distriktsråd.

### Rättsväsen
Rättsväsendet leds av högsta domstolen. Därutöver finns ett antal domstolar som prövar civila, kommersiella, administrativa och brottmål.
Dessa kompletteras av traditionella myndigheter, som inkluderar traditionella etniska kungar eller hövdingar, byhövdingar och överhuvuden för familjegrupper. De traditionella myndigheterna spelar en roll i rättssystemet och hanterar vissa sedvanerättsliga frågor.

### Internationella relationer
Togo har medlemskap i Förenta nationerna (FN) sedan 1960. Landet är även medlem i följande av FN:s underorganisationer: 
- Världshälsoorganisationen (WHO)
- FN:s konferens om handel och utveckling (UNCTAD)
- Unesco
- FN:s flyktingkommissariat (UNHCR)
- United Nations Industrial Development Organization (UNIDO)
- FN:s livsmedels- och jordbruksorganisation (FAO)
- Världsturismorganisationen (UNWTO)
- G77
- Internationella atomenergiorganet (IAEA)
- International Bank for Reconstruction and Development (IBRD)
- Internationella civila luftfartsorganisationen (ICAO)
- Internationella fonden för jordbruksutveckling (IFAD)
- World Intellectual Property Organization (WIPO)
- Världspostföreningen (UPU)
- Meteorologiska världsorganisationen (WMO)

Vidare är Togo medlem i Afrikanska unionen (AU), Internationella valutafonden (IMF), Interpol, Afrikanska utvecklingsbanken (AfDB) samt i Röda Korset (IFRCS), Internationella arbetsorganisationen (ILO), International Organization for Migration (IOM), Interparlamentariska unionen (IPU), Världshandelsorganisationen (WTO), Organisationen för förbud mot kemiska vapen (OPCW) samt i den ekonomiska samarbetsorganisationen Västafrikanska staters ekonomiska gemenskap (ECOWAS). 
Togo är dessutom samarbetspartner inom Entente, International Federation for Choral Music (IFC), Internationella olympiska kommittén (IOC), Alliansfria rörelsen (NAM), Islamiska konferensorganisationen (OIC).

### Försvar
Mellan åren 2016 och 2020 var försvarets utgifter som andel av BNP in i det närmaste  oförändrat, runt två procent. Individer är berättigade till selektiv obligatorisk och frivillig militärtjänst vid 18 års ålder, och skyldigheterna varar i två år.
De togolesiska väpnade styrkorna bestod i början av 2020-talet av markstyrkor, örlogsflotta, flygvapen samt gendarmeri. Togos väpnade styrkor bestod 2018 av 8 550 aktiv personal. Dessutom fanns ett gendarmeri som bestod av 750 halvmilitär personal. Armén bestod av cirka 8 100 aktiv personal. Materielen inkluderade stridsvagnar, spaningstankar, stormtankar, pansarfordon och självgående artilleri. Dessutom hade armén lätt- och luftvärnsartilleri.
Flygvapnet bestod av 250 aktiv personal. Materielen omfattade bland annat träningsflygplan, transportflygplan samt helikoptrar. Örlogsflottan bestod av cirka 200 aktiv personal vilket inkluderade en infanterienhet samt patrullfartyg.
Togo har försvarssamarbete med Frankrike och landet har också deltagit i internationella insatser. Exempelvis deltog Togo 2018 i FN-operationerna:
- United Nations Multidimensional Integrated Stabilization Mission in Mali (MINUSMA)
- i Centralafrikanska republiken (MINUSCA)
- United Nations Mission in Liberia (UNMIL)
- African Union – United Nations Hybrid Operation in Darfur (UNAMID)
- United Nations Mission in South Sudan (UNMISS)
- FN:s mission för arrangerandet av en folkomröstning i Västsahara (MINURSO)

Togos väpnade styrkors materiel består sv ett mindre lager med blandad äldre utrustning från ett stort antal länder, bland annat Brasilien, Frankrike, Tyskland, Ryssland/fd Sovjetunionen, Storbritannien och USA. Efter 2010 och fram till 2021 kompletterades materielen med begränsade mängder nyare, men till största del begagnad, utrustning från bland annat Kina, Frankrike, Sydafrika och USA.

## Ekonomi och infrastruktur
Togos ekonomi domineras av fyra delar: jordbruket, mineralerna och hamnverksamheten. Enligt FN är Togo ett av världens minst utvecklade länder, med en stor fattigdom som följd, särskilt på landsbygden. Den låga ekonomiska utvecklingen innebär att Togo är beroende av bistånd för att få ekonomin att gå ihop.
Vid självständigheten 1960 hade landet en relativt utvecklad ekonomi, delvis baserad på plantageekonomin och infrastrukturen som utvecklades under tyskt kolonialstyre, då Togo utvecklades till en så kallad modellkoloni. Eyadémas långa styre gav Togo ett mått av stabilitet, och hans förstatligande av landets fosfatindustri 1974 gav ökade statliga intäkter för utveckling. Handelsbalansen blev negativ och importvärdet ungefär dubbelt så stort som exportvärdet.
De ekonomiska vinsterna som uppnåddes på 1970-talet förkastades till stor del på 80-talet på grund av statlig misskötsel och korruption. Handelsbalansen under 1980-talet fortsatte vara negativ och importvärdet var dubbelt så stort som exportvärdet. Handelsbalansen fortsatte under 1990-talet vara negativ och importvärdet var dubbelt så stort som exportvärdet. Mycket berodde på låga marknadspriset på landets exportvaror samt den politiska instabilitet i landet. Efter omfattande valfusk och presidentens arbete för att motarbeta demokrati drogs allt bistånd från EU och USA in.
Det fortsatta låga marknadsvärdet på landets exportvaror fortsatte under början av 2000-talet vilket påverkade hela landets ekonomi. EU stoppade sitt bistånd till Togo 2005 som följd av bristande demokrati. År 2007 återupptog EU stödet. Landet inledde under slutet av 00-talet ett samarbete med Världsbanken och Internationella valutafonden (IMF), som krävde politiska och ekonomiska reformer.  Handelsbalansen var fortsatt negativ och importvärdet dubbelt så stort som exportvärdet. År 2002 låstes den inhemska valutan mot Euron.
I början av 2010-talet avskrevs stora delar av landets utlandsskuld då ekonomiskt reformarbete genomförts. Med stöd av amerikanska pengar byggdes elverk i Lomé som tredubblade landets produktionskapacitet. Handelsbalansen fortsatte vara negativ även under 2010-talet och importvärdet dubbelt så stort som exportvärdet.
Under början av 2020-talet var 
Togo är ett mycket fattigt land. BNP per capita var lägre än närliggande länder och fattigdomen mer utspridd. 55,1 procent levde  under fattigdomsgränsen. Handelsbalansen fortsatte vara negativ och importvärdet dubbelt så stort som exportvärdet. Covid-19 pandemin hämmade den ekonomiska utvecklingen, även om den var fortsatt positiv. I huvudsak var det reserestriktioner som lett till att både turism- och servicesektorn minskat.

### Näringsliv

#### Jord- och skogsbruk, fiske
Jordbruket, är till största del för självhushåll, och sysselsätter nästan 50 procent av arbetskraften. Ekonomin är beroende av export av begränsat antal exportvaror: bomull, kaffe och kakao, som utgör en betydande del av ekonomin.

#### Energi och råvaror
År 2021 hade 56 procent av den totala befolkningen tillgång till elektricitet, där 96,3 procent av den urbana befolkningen hade tillgång till el, men bara 25 procent på landsbygden. Elproduktionen 2021 uppgick till 847 GWh, med en elkonsumtion på 0,18 MWh per capita. Togo importerade ungefär 54 procent av sin el.
Produktionen av el 2021 utgjordes till största del av naturgas (65,7 %). Näst största del stod vattenkraften för (19,3 %), följt av olja (7,9 %) och solenergi (6,7 %). Resterande del utgjordes av biobränsle och avfallsförbränning.
Petroleumkonsumtionen 2019 var cirka 10 000 fat/dag. Energirelaterade koldioxidutsläpp låg 2021 på 2 miljoner ton koldioxid, med 0,2 ton koldioxid per capita.
Togo saknar egna tillgångar av petroleum och  naturgas. Naturtillgångar är fosfater, kalksten, marmor och åkermark.

#### Industri
Utvinningen av fosfat, liksom industrier som kan kopplas till det, är ekonomiskt viktig.

### Infrastruktur

#### Transporter
Lomé-Tokoins internationella flygplats i huvudstaden och Niamtougou flygplats är de största flygplatserna i landet. Totalt hade landet år 2013 8 flygplatser, varav 2 var asfalterade. I Togo finns 568 km järnväg och 11 652 km vägar, varav 2 447 km asfalterade vägar. De viktigaste hamnarna är Kpeme och Lomé. Landets handelsflotta bestod 2017 av 308 fartyg.
Landets tredje viktigaste inkomstkälla är hamnverksamheten i huvudstaden Lomé.

#### Utbildning och forskning
År 2015 uppgick läs- och skrivkunnighet hos personer 15 år och äldre till 63,7 procent. Den var högre bland män (77,3 %) än bland kvinnor  (51,2 %).

## Befolkning

### Demografi
Den största staden är huvudstaden Lomé, vars storstadsområde 1 juli 2015 beräknades ha en befolkning av 1 788 600. Dessutom fanns två städer med en befolkning över 100 000 invånare samma datum inom sina administrativa gränser: Kara (104 400 invånare) och Sokodé (101 900 invånare).

#### Minoriteter
Sett till etniska grupper i Togo så består befolkningen enligt The World Factbook till 99 procent av afrikaner (det finns 37 stammar, de största är ewe, mina och kabre), medan européer och syrisk-libaneser utgör mindre än 1 procent av befolkningen.

#### Migration
Antalet Flyktingar i Togo år 2023 uppskattades till 9 846 från Burkina Faso och 8 436 från Ghana.

### Språk

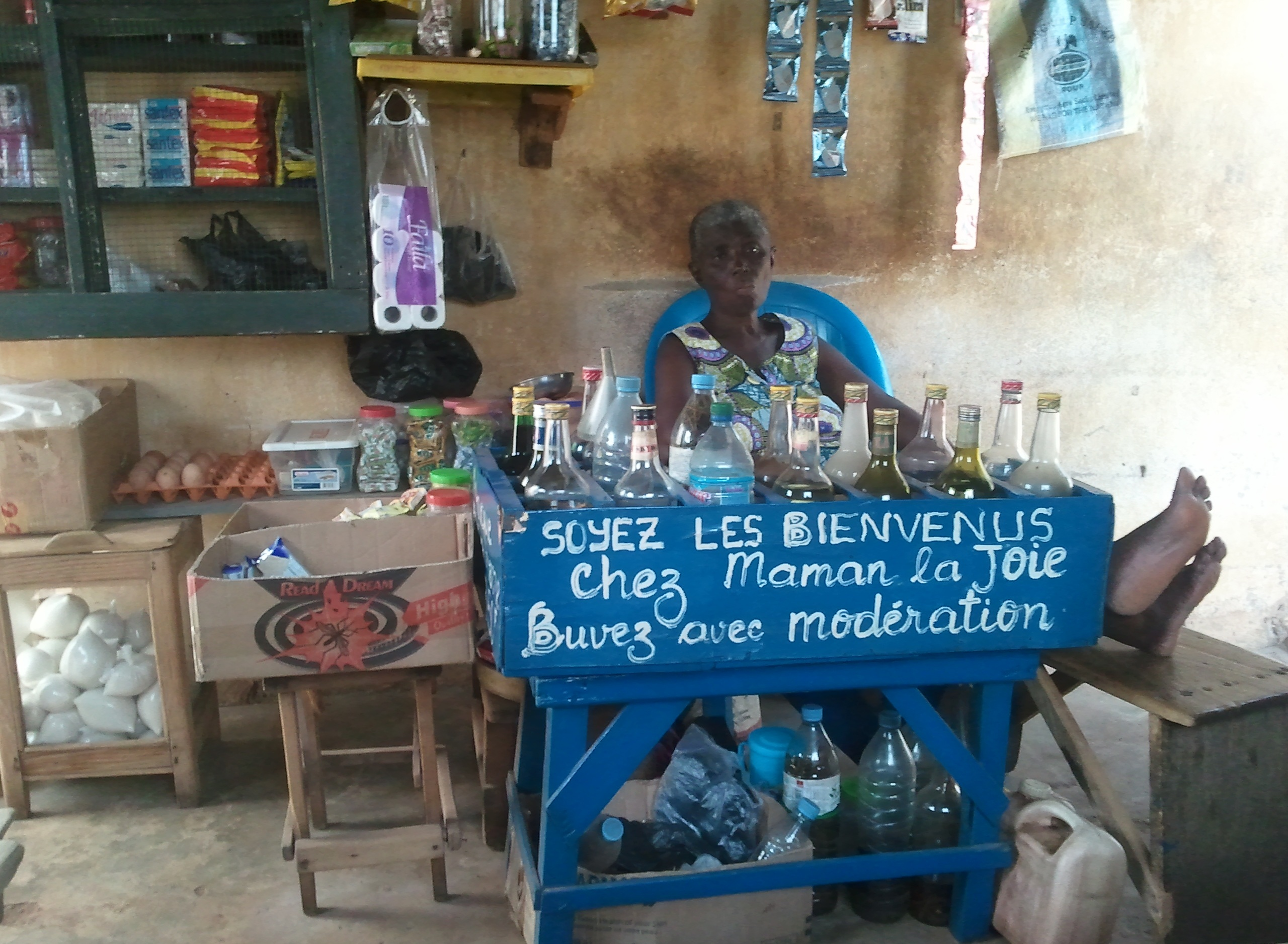
Kvinnlig försäljare av alkoholhaltiga drycken kutuku i Kara. Skylten är på franska.

Franska är Togos officiella språk och det språk som används inom handel. De två stora afrikanska språken i södra delen av landet är ewe och mina medan de två stora afrikanska språken i norra delen av landet är kabye (kallas ibland kabiye) och dagomba.

### Religion

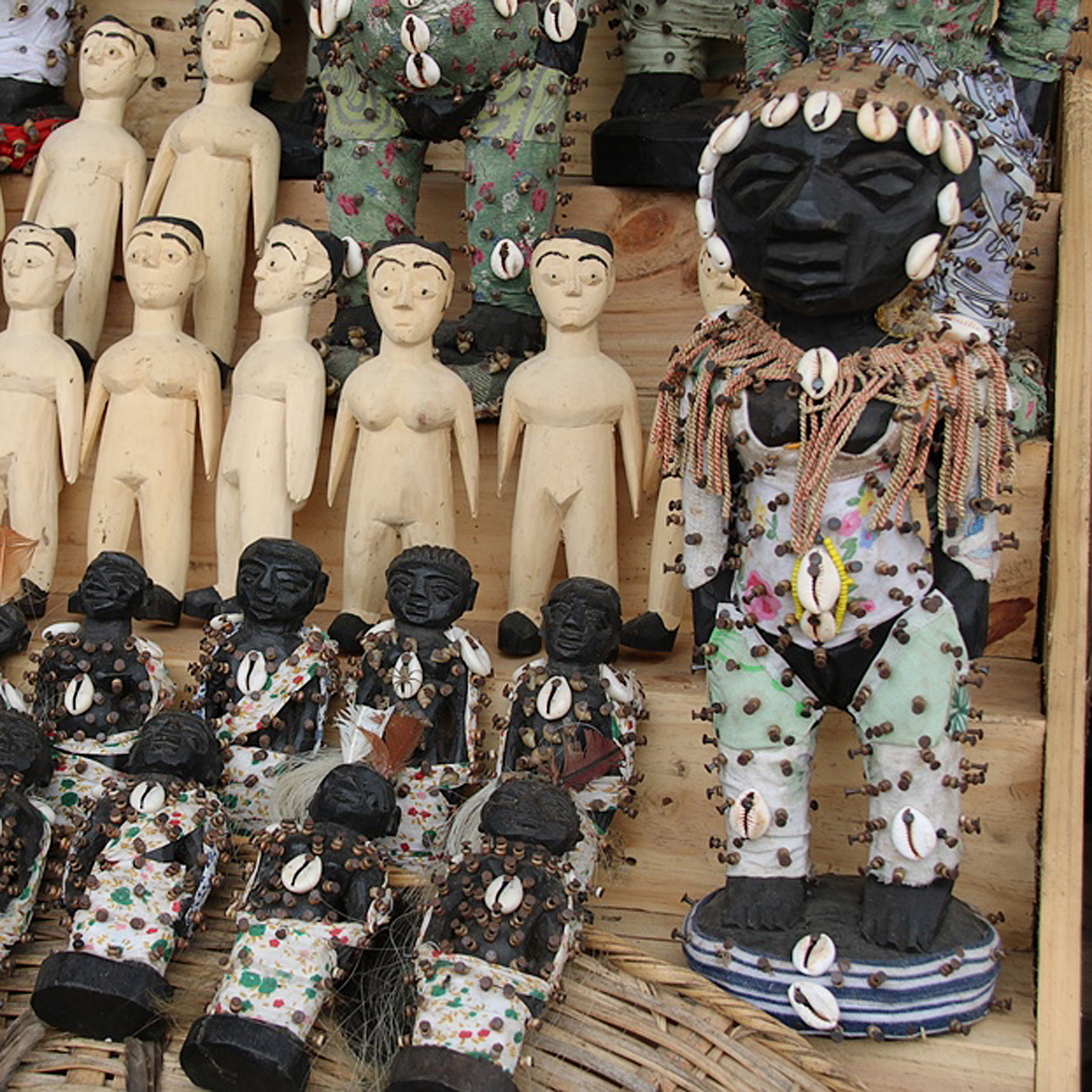
Voodoomarknaden i Akodésséwa.

Togos konstitution bestämmer att landet är sekulärt och skyddar rätten för samtliga av dess invånare att utöva deras religion, så länge de följer landets lagar. 
Andra religiösa grupper än romersk katolska, protestantiska och muslimska måste dock registrera sig hos regeringen.
Enligt The World Factbook tillhör 51 % av befolkningen inhemska religioner, 29 % är kristna och 20 % är muslimer. Siffrorna har dock inget år eller källa angiven.
Enligt en beräkning från Université de Lomé gjord 2004 var 48 % av befolkningen kristna, 33 % traditionella animister, 14 % sunnimuslimer och 5 % tillhörde andra grupper. Romerska katoliker utgjorde den största delen av de kristna och utgjorde 28 % av landets befolkning, protestanter utgjorde 10 % och andra kristna grupper 10 %. Inom de protestantiska grupperna räknades metodister, lutheraner, Assemblies of God och sjundedagsadventister medan till de andra kristna grupperna räknades mormoner. De 5 % av befolkningen som tillhörde andra religiösa grupper bestod av Nichiren-buddhister, följare av The International Society for Krishna Consciousness, bahá'íer, hinduer och icke-religiösa personer. Många kristna och muslimer blandar även in inhemska religiösa traditioner i sin religiösa utövning.
Den kristna befolkningen bor huvudsakligen i den södra delen av landet, medan den muslimska bor i de centrala och norra delarna.

### Sociala förhållanden
Kvinnor diskrimineras på flera olika sätt. En kvinna har inte laglig rätt att ärva sin far eller sin man. På landsbygden är det vanligare att en man förskjuter sin hustru än att paret skiljer sig. Kvinnan förlorar då alla sina tillgångar samt vårdnad av barn. Kvinnovåld är vanligt, i synnerhet inom äktenskapet. Könsstympning är förbjudet sedan 1998 men förekommer inom några av landets etniska grupper.

### Hälsa

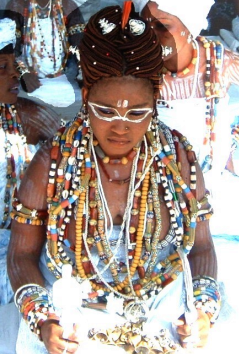
Prästinna till Mami Wata.

Ett av Togos hälsoproblem är HIV/aids. Under 2016 var 2,1 % av den vuxna befolkningen smittad, 100 000 personer.
Mödradödlighet: 368 dödsfall per 100 000 födslar (2015).
År 2016 uppskattades andelen av den vuxna befolkningen som led av fetma till 8,4 % och andelen barn under 5 års ålder som var underviktiga år 2014 till 16,2 %.

### Övrig befolkningsdata
Den senaste folkräkningen hölls den 6 november 2022 och då uppgick den folkbokförda befolkningen i Togo (de jure) till:
- 8 095 498 invånare, varav 3 944 510 män och 4 150 988 kvinnor.[4]

Folkräkningar hade tidigare hållits 1981, 1970, 1958 & 2010.
Invånartalet i Togo uppskattades till: 
- The World Factbook: 7 965 055 (2017)[2][39]
- Förenta nationerna: 7 798 000 (2017)[40]
- Internationella valutafonden: 7 801 000 (2017)[5]
- Världsbanken: 7 606 374 (2016)[41]
- Togos statistikinstitut Institut National de la Statistique et des Études Économiques et Démographiques (INSEED) baserad på folkräkningen 2010 beräknades antalet invånare 1 januari 2018 till 7 352 000 personer.[3][42]

## Kultur

### Sport
Fotboll är landets största sport, med boxning som god tvåa. Sporterna utövas främst av män, även om försök har gjorts för att engagera fler kvinnor.

## Internationella rankningar
| Organisation               | Undersökning                     | Rankning   |
| -------------------------- | -------------------------------- | ---------- |
| Heritage Foundation        | Index of Economic Freedom 2024   | 139 av 184 |
| Reportrar utan gränser     | Pressfrihetsindex 2024           | 113 av 180 |
| Transparency International | Corruption perception index 2023 | 126 av 180 |
| FN:s utvecklingsprogram    | Human Development Index 2022     | 163 av 192 |

## Bilder

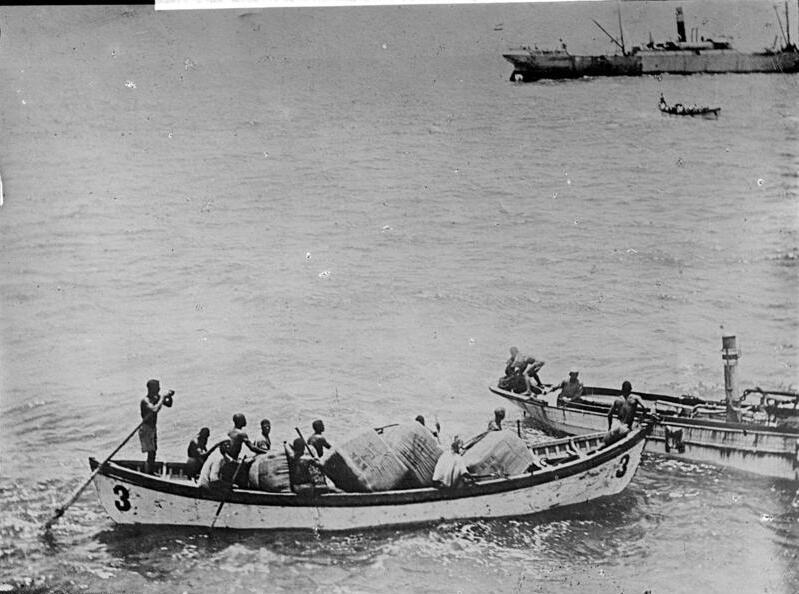
Bomull lastas på tyska skepp i Lomé 1885.
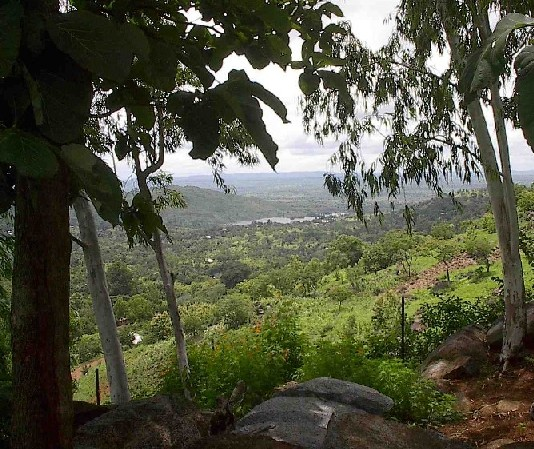
Landskap i regionen Kara, i norra Togo.
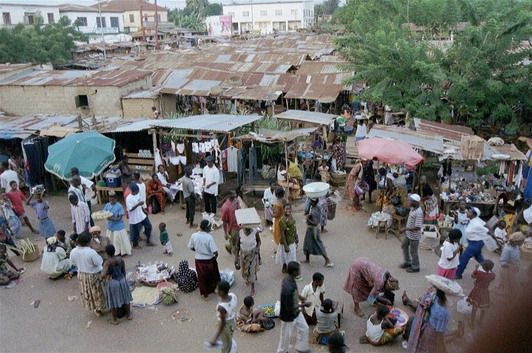
En marknad i staden Kpalimé, Plateaux-regionen.
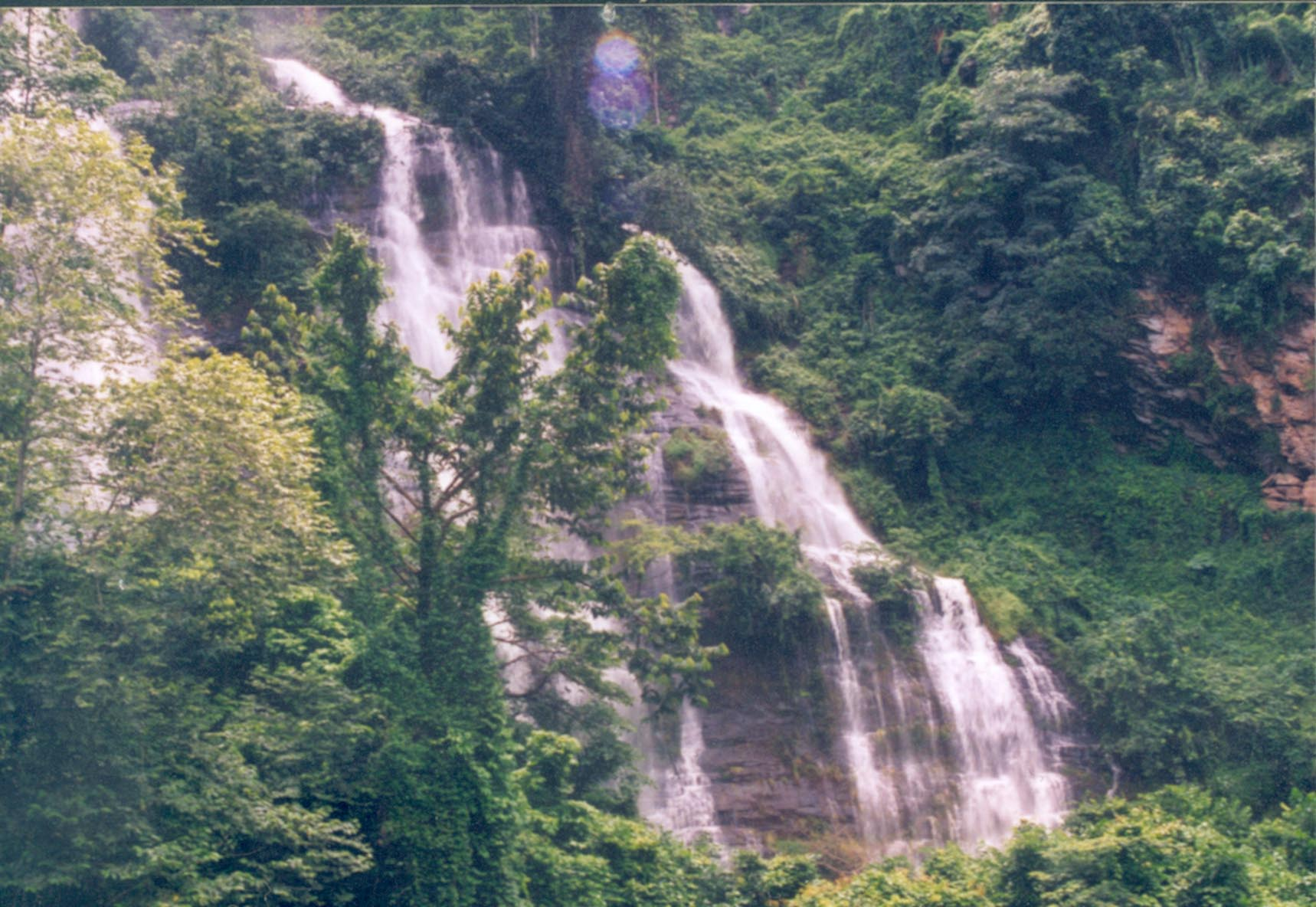
Vattenfall i Kpalimé.
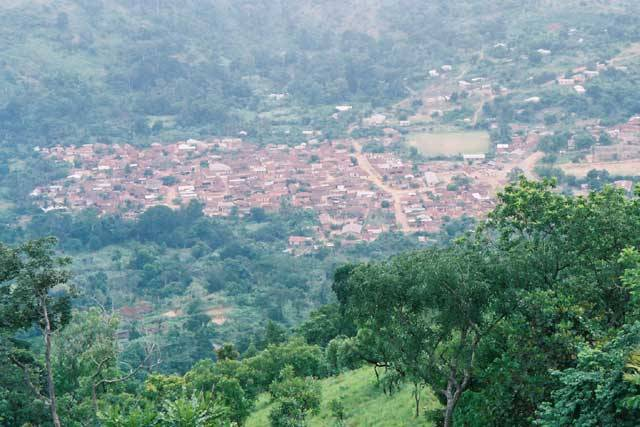
Landskap i Plateaux-regionen.
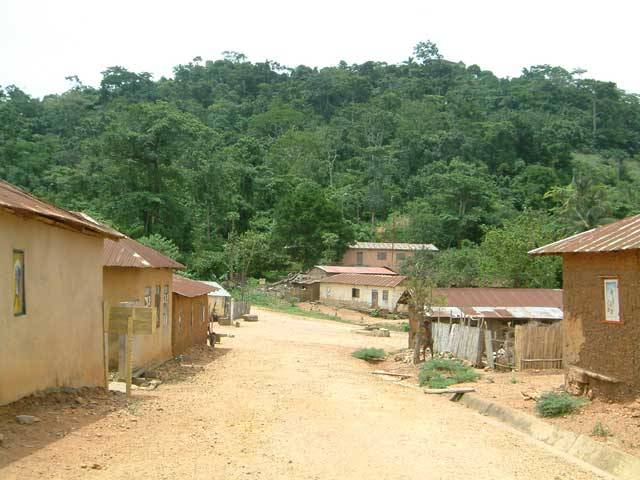
En by i Plateaux-regionen.